# Dave Bowen
David Lloyd Bowen, detto Dave (Maesteg, 7 giugno 1928 – Northampton, 25 settembre 1995), è stato un allenatore di calcio e calciatore gallese, di ruolo centrocampista.

## Carriera

### Giocatore
Iniziò la sua carriera nel Northampton Town, per poi passare all'Arsenal nel 1950. Resterà 9 anni con i Gunners, per poi tornare di nuovo al Northampton Town nel ruolo di allenatore-giocatore.

### Allenatore
Bowen iniziò la sua carriera di allenatore nel 1959 nel Northampton, dove ricoprì il ruolo di allenatore-giocatore. Una volta ritiratosi da giocatore, allenerà anche il Galles.

## Palmarès

### Giocatore

#### Competizioni nazionali
- Campionato inglese: 1

Arsenal: 1952-1953
- Community Shield: 1

Arsenal: 1953

### Allenatore

#### Competizioni nazionali
- Third Division: 1

Northampton Town: 1962-1963